# Шоахмедов, Санжар Кудратуллаевич
Санжар Кудратуллаевич Шоахмедов (Санджар Кудратуллаевич Шаахмедов) (узб. Sanjar Kudratullayevich Shoahmedov; 23 сентября 1990 года) — узбекский футболист, полузащитник «Хорезм» и национальной сборной Узбекистана.

## Карьера
Санжар Шоахмедов начал свою профессиональную карьеру в 2010 году в составе «Алмалыка». Выступал за данный клуб до конца 2014 года и за это время сыграл 104 матчей и забил 13 голов. В начале 2015 года подписал контракт с ташкентским «Локомотивом». По итогам августа 2015 года был признан лучшим футболистом месяца в Высшей лиге Чемпионата Узбекистана.
Начал привлекаться в сборную Узбекистана с сентября 2015 года. По состоянию на 30 марта 2016 года сыграл в составе сборной два матча.